# Повіт Кабато
Пові́т Каба́то (яп. 樺戸郡, かばとぐん, МФА: [kabato guɴ]) — повіт в Японії, в окрузі Сораті префектури Хоккайдо.